# 短腹幽蟌
短腹幽蟌，又稱後黑溪蟌、臺灣溪蟌或閩臺溪蟌，是幽蟌科幽蟌屬的一種豆娘，為臺灣特有種，4-11月出現，其中以6-9月最多，常見於溪流。體長39-52mm，雄蟲頭胸部呈黑色，腹部為橙紅色，後半段為黑色，雌蟲腹部為黑色，側視有一條黃色的縱線，翅膀呈黑褐色，末段透明。雌蟲產卵於水中的石頭或枯木上，也會潛入水中產卵，行為十分特殊，稚蟲體型寬廣，腹面體側具腹管鰓，尾鰓三條肉質，末端束管狀。